# Portada/article gener 8

## Cant de les balenes
El cant de les balenes és el so emès per les balenes per comunicar-se. La paraula "cant" es fa servir més concretament per referir-se a la sèrie de sons regulars i predictibles emesos per algunes espècies de balenes (particularment la iubarta) en una manera que recorda el cant humà.
Els mecanismes utilitzats per emetre sons varien entre les diverses famílies de cetacis. Els mamífers marins, com ara les balenes, dofins i marsopes, depenen molt més en el so per comunicar-se i per percebre que els mamífers terrestres, car la resta de sentits tenen una efectivitat limitada dins l'aigua.